# Mason Ryan
Barri Griffiths  (nacido el 13 de enero de 1982) es un luchador profesional británico que trabajaba para la WWE, donde luchaba bajo el nombre de Mason Ryan. Fue Campeón Peso Pesado de Florida de la FCW.

## Gladiators
Griffiths apareció en la segunda serie del programa de televisión Gladiadores revivió en 2009, y compitió bajo el nombre "Goliath". Cuando él estaba trabajando en un programa de televisión en País de Gales de ser luchador, se le dijo que los productores estaban buscando nuevos gladiadores, y se aplica con el apoyo de su entrenador, Orig Williams. Él comenzó a filmar el primer show de aproximadamente un mes más tarde y tuvo que dejarse crecer la barba, especialmente para el papel.

## Carrera

### Inicios (2006-2009)
Griffiths comenzó a entrenar para ser un luchador profesional en 2006 después de asistir a un espectáculo de lucha libre con un amigo que le dijo el promotor para iniciar la lucha. Se formó en una escuela de lucha libre profesional en Birkenhead. Antes de aparecer en Gladiadores, Griffiths había luchado bajo el nombre de Celtic Warrior y Smackdown Warrior desde 2007, y ha competido en casi 100 luchas en países como Egipto y Venezuela. Representó al Reino Unido en una batalla del partido del equipo de las Naciones etiquetas entre el Reino Unido y Austria, haciendo equipo con Drew McDonald y Sheamus O'Shaunessy en un esfuerzo por perder a Chris Raaber, Michael Kovac, y Robert Ray Kreuzer en la Europea Wrestlng AsociaciónNoche de gladiadores muestran en junio de 2007.Tras firmar con la World Wrestling Entertainment (WWE), Griffiths tuvo su último concierto en Gales en Y Ganolfan, Porthmadog en octubre de 2008.El 3 de febrero de 2011, Ryan perdió el campeonato de peso pesado de la Florida a Bo Rotundo, poniendo fin a un reinado de seis meses y medio

### World Wrestling Entertainment/ WWE (2009-2014)

#### 2009-2010
A mediados de 2009, Griffiths firmó un contrato con la World Wrestling Entertainment (WWE). Al recibir su visado de trabajo, debutó en su territorio de desarrollo, la Florida Championship Wrestling (FCW) en enero de 2010. Bajo el nombre de Mason Ryan, compitió contra luchadores como Johnny Curtis, Tyler Reks, Johnny Prime y Hunico en sus primeras luchas. El 22 de julio, Ryan ganó el Campeonato Peso Pesado de Florida de la FCW al derrotar al excampeón Alex Riley y Johnny Curtis tras cubrir a Riley. En noviembre de 2010, Ryan trabajó en la gira de la WWE por Europa con la marca SmackDown, derrotando a Chavo Guerrero en Belfast el 4 de noviembre y el 6 de noviembre en Liverpool.

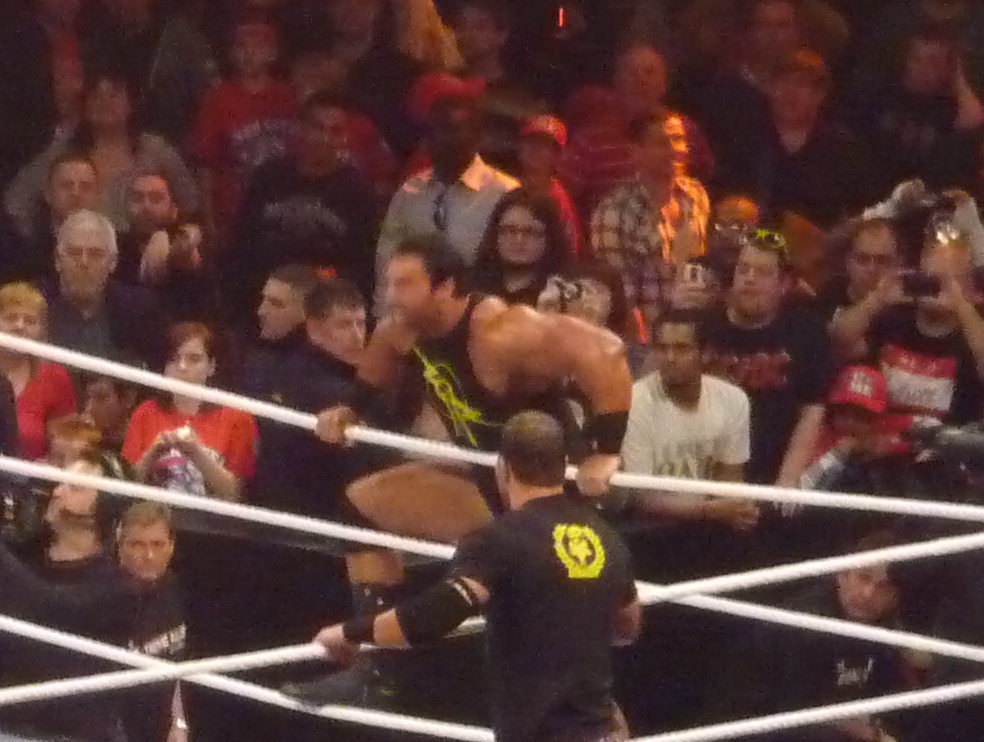
Ryan como parte de The New Nexus en abril de 2011

En la edición del 17 de enero de RAW apareció durante la lucha entre John Cena y CM Punk para golpear a Punk provocando la descalificación. Tras esto, Ryan golpeó a Cena y se conoció como nuevo miembro de The Nexus. Participó en la Royal Rumble, donde eliminó a The Great Khali y a Booker T, pero fue eliminado por Cena. El 3 de febrero de 2011 en la FCW perdió el campeonato Peso Pesado de Florida de la FCW frente a Bo Rotundo. El 7 de febrero Ryan tuvo su lucha de debut en Raw perdiendo ante R-Truth a través de la descalificación. Días más tarde fue atacado por Randy Orton lesionándolo kayfabe.

#### 2011-2014
Hizo su regreso en RAW el 11 de abril, distrayendo y luego atacando a Randy Orton junto a The Nexus para que quedara fuera de la lucha por el Campeonato de la WWE en Extreme Rules. El 22 de mayo en Over the Limit, Ryan junto a CM Punk fueron derrotados frente a Kane & Big Show en un combate por los Campeonatos en Parejas. El 20 de junio, en el especial de RAW Power to the People, Ryan fue escogido para enfrentarse a Evan Bourne, lucha que ganó. En ese mismo episodio, la empresa dijo que Mason Ryan se lesionó, lo que le dejó inactivo varios meses. Regresó como face en la edición del 8 de septiembre de Superstars, derrotando a JTG. En Survivor Series, Team Barret (Wade Barrett, Cody Rhodes, Hunico, Jack Swagger & Dolph Ziggler) derrotó al team Orton (Randy Orton, Kofi Kingston, Sin Cara, Sheamus & Ryan), siendo eliminado por Rhodes. Tras esto, siguió luchando sin storylines ni feudos en los programas secundarios de la WWE, hasta que finalmente fue regresado al territorio de desarrollo de WWE, NXT. Ahí, inició una rivalidad con Enzo Amore y Colin Cassady a quienes venció en varias ocasiones por lo cual ellos formaron una alianza con Sylvester Lefort y Scott Dawson sin conseguir algún resultado positivo en contra de Ryan. Finalmente el 4 de septiembre, Lefort y Dawson consiguieron en Alexander Rusev la persona que logró derrotar a Ryan. El 30 de abril de 2014, fue despedido junto a otro grupo de luchadores de NXT.

### Circuito independiente (2014-presente)
Después de su lanzamiento de la WWE, Griffiths comenzó a luchar en el circuito independiente, todavía usando su nombre WWE. Su primera aparición fue para la promoción de la American Pro Wrestling Alliance, donde se convirtió en el nuevo campeón estatal APWA Tri el 31 de mayo. Mason hizo su debut para la promoción WrestleSport el 16 de agosto donde derrotó a Adam Pearce para convertirse en el primer campeón de peso pesado de WrestleSport. El 5 de septiembre, en Full Impact Pro 's' 'Fallout' ', Ryan junto con Michael Tarver y Shaun Ricker participó en un torneo de tríos, pero fue derrotado por Full Impact Puerto Ricans (Lince Dorado, Jay Cruz, y Jay Rios).
El 11 de octubre de 2014, Ryan ganó el Campeonato de peso pesado de la UPWA en Shallotte, Carolina del Norte.

### Total Nonstop Action Wrestling (2015)
El 16 de febrero de 2015, Ryan participó en una Dark Match antes del evento de verificación Gut de One Night Only derrotando a Shaun Ricker.

### Inoki Genome Federation (2015-presente)
El 20 de febrero de 2015, Griffiths, trabajando bajo el nombre de anillo Mason Williams, hizo su debut para la promoción japonesa Inoki Genome Federation (IGF), perdiendo ante Shogun Okamoto.  El 5 de junio de 2015 , Ryan fue derrotado por el entonces campeón de Fullweight Pro Heavyweight Champion, Rich Swann.

## Otros
Griffiths ha aparecido en el Show de Paul O'Grady, Barri Griffiths. Y Reslar, un documental sobre la vida de Griffiths en los meses antes de mudarse a los Estados Unidos, salió al aire en septiembre de 2010 en S4C. Actualmente es integrante del Cirque du Soleil.

## Vida personal
Griffiths, fue tanto a la escuela primaria de Ysgol, como a la de Tremadog, antes de estudiar gestión de la construcción en la Universidad de Cardiff. Griffiths trabajó como carpintero, y en los negocios de funerarias de su familia, antes de convertirse en un luchador profesional. Tiene una hermana, habla galés. Griffiths jugó al fútbol como centro de la defensa de la Liga Premier de Gales en el Porthmadog FC, pero tuvo que parar debido a una lesión en la rodilla. Es un levantador de pesas.

## Campeonatos y logros
- Florida Championship Wrestling
  - FCW Florida Heavyweight Championship (1 vez)[1]
- Pro Wrestling Illustrated
  - Situado en el Nº366 en los PWI 500 de 2010[15]
  - Situado en el Nº119 en los PWI 500 de 2011[16]
  - Situado en el Nº136 en los PWI 500 de 2012[17]
  - Situado en el Nº286 en los PWI 500 de 2013[18]